# شمشون ودليلة (فلم 1922)
شمشون ودليلة، فيلم صامت من إنتاج نمساوي، عرض للمرة الأولى في فيينا في 25 كانون الأول (ديسمبر) 1922. أطلق الفيلم في المملكة المتحدة في شهر تشرين الأول (أكتوبر) 1923. كان هذا الفيلم هو أول فيلم أنتجته استديوهات أفلام روزينغهيل التي كانت لا تزال قيد الإنشاء آنذاك. كان الفيلم من إخراج «ألكسندر كوردا» وبرعاية شركة «فيتا فيلم» وهو من أوائل الأفلام الملحمية التي أنتجت في النمسا.

## الطاقم
لعبت دور دليلة ومغنية الأوبرا زوجة كوردا ماريا كوردا، أما فرانس هيرتيتش فقد لعب دور أبيميليخ ملك الفلستيين، والأمير أندريه أندروويتش)، لعب باول لوكاس دور إيتور ريكو، مغني الأوبرا وإرنست أرندت دور قساري ومتعهد المسرح. أما دور شمشون نفسه والذي تميز بصغره نسبياً فقد لعبه ألفريدو بوتشوليني.

## انتقادات
كانت ردود الأفعال حول الفيلم إيجابية إلى حد معقول، على الرغم من أن الممثل الذي أدى دور شمشون لم يكن مقنعاً. طالت الانتقادات الإيجابية بنية الفيلم الذي يعتقد أنه لم يربط القصة الحديثة بالقصة التي وردت في الكتاب المقدس بما فيه الكفاية.